# Ammocrypta clara
Ammocrypta clara är en fiskart som beskrevs av David Starr Jordan och Seth Eugene Meek, 1885. Ammocrypta clara ingår i släktet Ammocrypta och familjen abborrfiskar. Inga underarter finns listade i Catalogue of Life.